# 우는비둘기

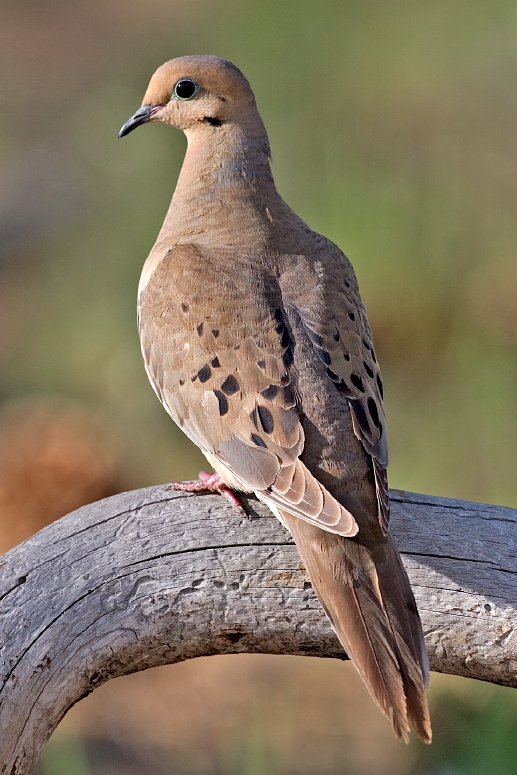

우는비둘기(Mourning dove, Zenaida Macroura)는 비둘기과에 속하는 새이다. 이 새는 애도비둘기로도 알려져 있다. 북아메리카에서 가장 풍부하고 널리 퍼져 있는 새 중 하나이며 인기 있는 사냥감새로, 미국에서 스포츠용과 고기용으로 매년 2천만 마리가 넘는 새(어떤 해에는 최대 7천만 마리)가 사냥된다. 이러한 압박 속에서도 개체수를 유지할 수 있는 능력은 번식력이 뛰어나기 때문이다. 따뜻한 지역에서는 한 쌍이 1년에 두 마리씩 새끼를 여섯 마리까지 키울 수 있다. 날개는 이착륙할 때 일종의 초음파 소리인 특이한 휘파람 소리를 낸다. 이 새는 최대 88km/h(55mph)의 속도를 낼 수 있다.
우는비둘기는 밝은 회색과 갈색이며 일반적으로 색상이 음소거된다. 수컷과 암컷은 외모가 비슷하다. 이 종은 일반적으로 일부일처제이며 한 무리당 두 마리의 어린 새끼를 둔다. 두 부모 모두 새끼를 품고 돌본다. 우는비둘기는 거의 씨앗만 먹지만, 새끼는 부모로부터 소낭유를 먹는다.